# Pokrov
Pokrov (ukrajinsky Покров) je město v Dněpropetrovské oblasti na Ukrajině. Nachází se v jižní části oblasti na levém břehu Bazavluku nedaleko jeho ústí do Kachovské přehrady na Dněpru. Po administrativně-teritoriální reformě v červenci 2020 patří do Nikopolského rajónu, do té doby bylo centrem Pokrovského rajónu. Žije v něm přibližně 37 tisíc obyvatel.
Sídlo bylo založeno v roce 1883 v blízkosti manganového dolu pod jménem Pryčypylivci (ukrajinsky Причипилівці). V roce 1956 bylo přejmenováno na počest sovětského politika Grigorije Ordžonikidze na Ordžonikidze (Орджонікідзе). Jméno Pokrov nese od roku 2016.